# Dwars door de Westhoek 2013
La 5e édition du Dwars door de Westhoek a eu lieu le 21 avril 2013. La course fait partie du calendrier international féminin UCI 2013 en catégorie 1.1.

## Classements

### Classement final
| \| Classement général \| Classement général \| Classement général \| Classement général \| Classement général \| \| Coureuse \| Coureuse \| Pays \| Équipe \| Temps \| \| ------------------ \| ------------------------ \| ------------------ \| ---------------------- \| ------------------ \| \| 1re \| Jolien D'Hoore \| Belgique \| Lotto Belisol Ladies \| 3 h 15 min 00 s \| \| 2e \| Martine Bras \| Pays-Bas \| Boels Dolmans \| + 0 s \| \| 3e \| Pauline Ferrand-Prévot \| France \| Rabo Women \| + 0 s \| \| 4e \| Christine Majerus \| Luxembourg \| Sengers \| + 0 s \| \| 5e \| Katarzyna Pawłowska \| Pologne \| GSD Gestion-Kallisto \| + 0 s \| \| 6e \| Lucy van der Haar \| Royaume-Uni \| Skil-Argos \| + 0 s \| \| 7e \| Christel Ferrier-Bruneau \| France \| Faren-Let's Go Finland \| + 0 s \| \| 8e \| Elena Kuchinskaya \| Russie \| RusVelo \| + 0 s \| \| 9e \| Annette Edmondson \| Australie \| Orica-AIS \| + 0 s \| \| 10e \| Loren Rowney \| Australie \| Specialized-Lululemon \| + 0 s \| |                          |             |                        |                 |
| |                          |             |                        |                 |
| Source : Cycling Quotient |                          |             |                        |                 |
| Classement général |                          |             |                        |                 |
| Coureuse | Coureuse                 | Pays        | Équipe                 | Temps           |
| 1re | Jolien D'Hoore           | Belgique    | Lotto Belisol Ladies   | 3 h 15 min 00 s |
| 2e | Martine Bras             | Pays-Bas    | Boels Dolmans          | + 0 s           |
| 3e | Pauline Ferrand-Prévot   | France      | Rabo Women             | + 0 s           |
| 4e | Christine Majerus        | Luxembourg  | Sengers                | + 0 s           |
| 5e | Katarzyna Pawłowska      | Pologne     | GSD Gestion-Kallisto   | + 0 s           |
| 6e | Lucy van der Haar        | Royaume-Uni | Skil-Argos             | + 0 s           |
| 7e | Christel Ferrier-Bruneau | France      | Faren-Let's Go Finland | + 0 s           |
| 8e | Elena Kuchinskaya        | Russie      | RusVelo                | + 0 s           |
| 9e | Annette Edmondson        | Australie   | Orica-AIS              | + 0 s           |
| 10e | Loren Rowney             | Australie   | Specialized-Lululemon  | + 0 s           |

### Points UCI
| Position           | 1er | 2e | 3e | 4e | 5e | 6e | 7e | 8e | 9e | 10e | 11e | 12e |
| Classement général | 60  | 45 | 35 | 30 | 25 | 20 | 15 | 10 | 8  | 6   | 4   | 2   |